# Kocourkovští učitelé
Kocourkovští učitelé, původním názvem Pěvecké sdružení učitelů kocourkovských (neboli PSUK) zkráceně zvané též Kocouři bylo poloprofesionální pěvecké sdružení, jež působilo na scéně české populární hudby prakticky od konce 1. světové války až do roku 1957.
Jednalo se o komické, satirické, humoristické a recesistické pěvecké sdružení, které původně vzniklo jako čistě amatérská studentská legrace, jež původně chtěla humornou formou pouze parodovat někdejší škrobenost velkých učitelských pěveckých sborů.
Parta studentů původem z Rychnova nad Kněžnou se již v roce 1914 rozhodla, že založí parodické pěvecké sdružení nicméně jejich záměry přerušila 1. světová válka, pokračovat mohli až po jejím skončení během svých studií v Praze. Svá první profesionální vystoupení poprvé a úspěchem uskutečnili v proslulém pražském kabaretu Červená sedma, kde působili prakticky až do jeho zániku. V roce 1926 své působení opět obnovili, tentokrát již natrvalo. Vtipný, inteligentní, vkusný, laskavý a osobitý humor se divákům velice líbil, popularita souboru prudce rostla. Soubor s úspěchem často koncertoval doma i v zahraničí, nahrával na gramofonové desky značky Ultraphon, účinkoval v několika českých filmech, připravovali svoji vlastní operetu. Nicméně novému komunistickému režimu po roce 1948 tento typ humoru vůbec nevyhovoval, pro pracující masy byl málo budovatelský a málo angažovaný, do nových společenských poměrů se vůbec nehodil. Sdružení v polovině 50. let 20. století zaniklo definitivně (prameny uvádí rok 1954 nebo rok 1957). V roce 1960 zemřela vůdčí postava skupiny MUDr. Josef Káš.

## Členové
- MUDr. Josef Káš – zakladatel, barytonista
- Dr. Julius Kalaš – skladatel
- Karel Hrnčíř – textař, zpěv
- Dr. Jaroslav Procházka – konferencier
- Miroslav Čadský – zpěv
- Miroslav Zápal – zpěv
- Jaroslav Kotan – zpěv
- Dr. Svatopluk Venta – zpěv
- později (místo J. Kotana) Ota Pražák – zpěv
- Judr. Rudolf Kubánek

## Nejznámější hity
- Píseň o volu
- Balada o hřídeli osmkrát zalomené
- Balada o ježkovi
- Havaj kouzla zbavená
- Hispaniana
- Kosmická píseň
- Otoman a lesní panna
- Píseň vyhynulého drožkáře
- Ranní čtvrthodinka pro rheumatiky obojího pohlaví
- Recept na trampskou píseň
- Ve skladišti myši piští
- Z kocourkovských luhův a hájův

## Diskografie
- 1955 – LP deska firmy Supraphon – Kocourkovský kongres duchů
- 1979 – LP deska firmy Supraphon – Kocourkovští učitelé

## Filmografie
- 1931 Kariéra Pavla Čamrdy
- 1934 U nás v Kocourkově
- 1940 Katakomby
- 1941 Z českých mlýnů